# Ream Andaeuk
Ream Andaeuk es una comuna (khum) del distrito de Kiri Vong, en la provincia de Takéo, Camboya. En marzo de 2008 tenía una población estimada de 4848 habitantes.
Se encuentra ubicada al sur del país, en la llanura camboyana, cerca del río Mekong y de la frontera con Vietnam.